# Etchebar
Etchebar ist eine französische Gemeinde mit 74 Einwohnern (Stand 1. Januar 2022) im Département Pyrénées-Atlantiques in der Region Nouvelle-Aquitaine (vor 2016: Aquitanien). Die Gemeinde gehört zum Arrondissement Oloron-Sainte-Marie und zum Kanton Montagne Basque (bis 2015: Kanton Tardets-Sorholus).
Der Name in der baskischen Sprache lautet Etxebarre. Die Einwohner werden entsprechend Etxebartar genannt.

## Geographie
Etchebar liegt ca. 35 km südwestlich von Oloron-Sainte-Marie in der historischen Provinz Soule im französischen Teil des Baskenlands.
Umgeben wird Etchebar von den Nachbargemeinden:
|                                 | Lichans-Sunhar                              |              |
| Lacarry-Arhan-Charritte-de-Haut | Kompassrose, die auf Nachbargemeinden zeigt | Licq-Athérey |
| Larrau                          |                                             |              |

Etchebar liegt im Einzugsgebiet des Flusses Adour. Zuflüsse des Saison durchströmen das Gemeindegebiet:
- der Ruisseau de Chugaret und
- der Ruisseau Elgalarena, hier Uthurrotche Erreka genannt, mit seinen Nebenflüssen
  - Belca Erreka und
  - Ruisseau Erbeiché.[2]

## Geschichte
Etchebar befindet sich in einem kleinen Bergmassiv. Die Förderung von Eisenerz sorgte bis zum 20. Jahrhundert für das Auskommen der Gemeinde. Obwohl Etchebar 1385 erstmals unter dem Namen Chebarne erwähnt wurde, zeigen archäologische Stätten eine weitaus frühere Besiedelung des Gebiets mit verschiedenen Ausprägungen. Einige sind ellipsenförmig mit stufenweiser Anordnung von Wällen, andere waren Verteidigungsstellungen auf Felsvorsprüngen.
Weitere Toponyme und Erwähnungen von Etchebar waren:
- Etchabar (1750, Karte von Cassini),
- Etcheban (1793, Notice Communale) und
- Etehebar und Etchebar (1801, Notice Communale).[4][5]

### Einwohnerentwicklung
Nach einem Höchststand der Einwohnerzahl von fast 300 Einwohnern in der Mitte des 19. Jahrhunderts ist die Zahl bei kurzen Wachstumsphasen bis zur Jahrtausendwende um rund 80 % auf rund 60 Einwohner gesunken. Seitdem ist die Zahl der Bewohner wieder leicht angestiegen.
| Jahr      | 1962 | 1968 | 1975 | 1982 | 1990 | 1999 | 2006 | 2009 | 2022 |
| --------- | ---- | ---- | ---- | ---- | ---- | ---- | ---- | ---- | ---- |
| Einwohner | 114  | 101  | 100  | 93   | 85   | 63   | 62   | 66   | 74   |

## Sehenswürdigkeiten

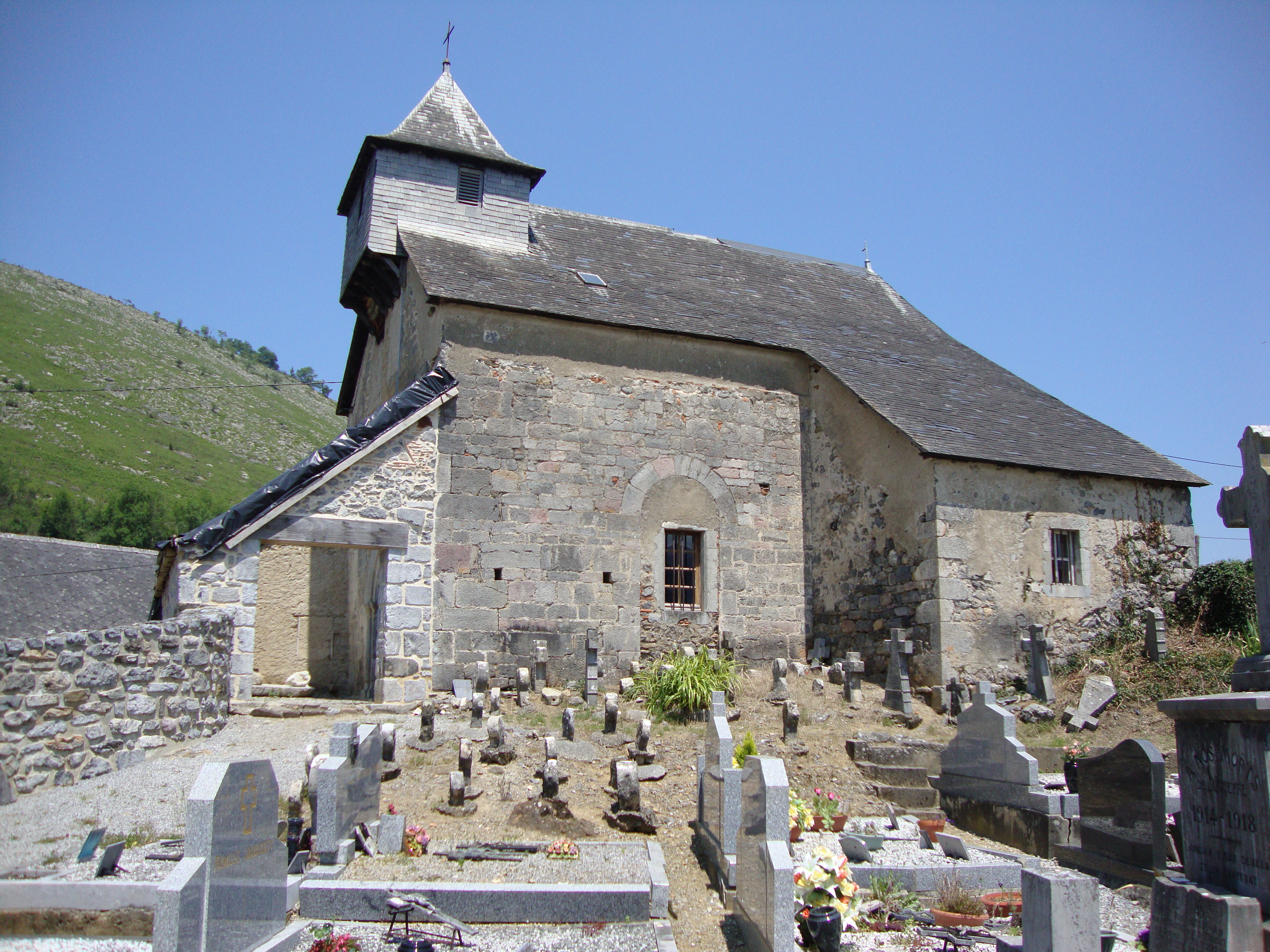
Pfarrkirche de l’Immaculée Conception

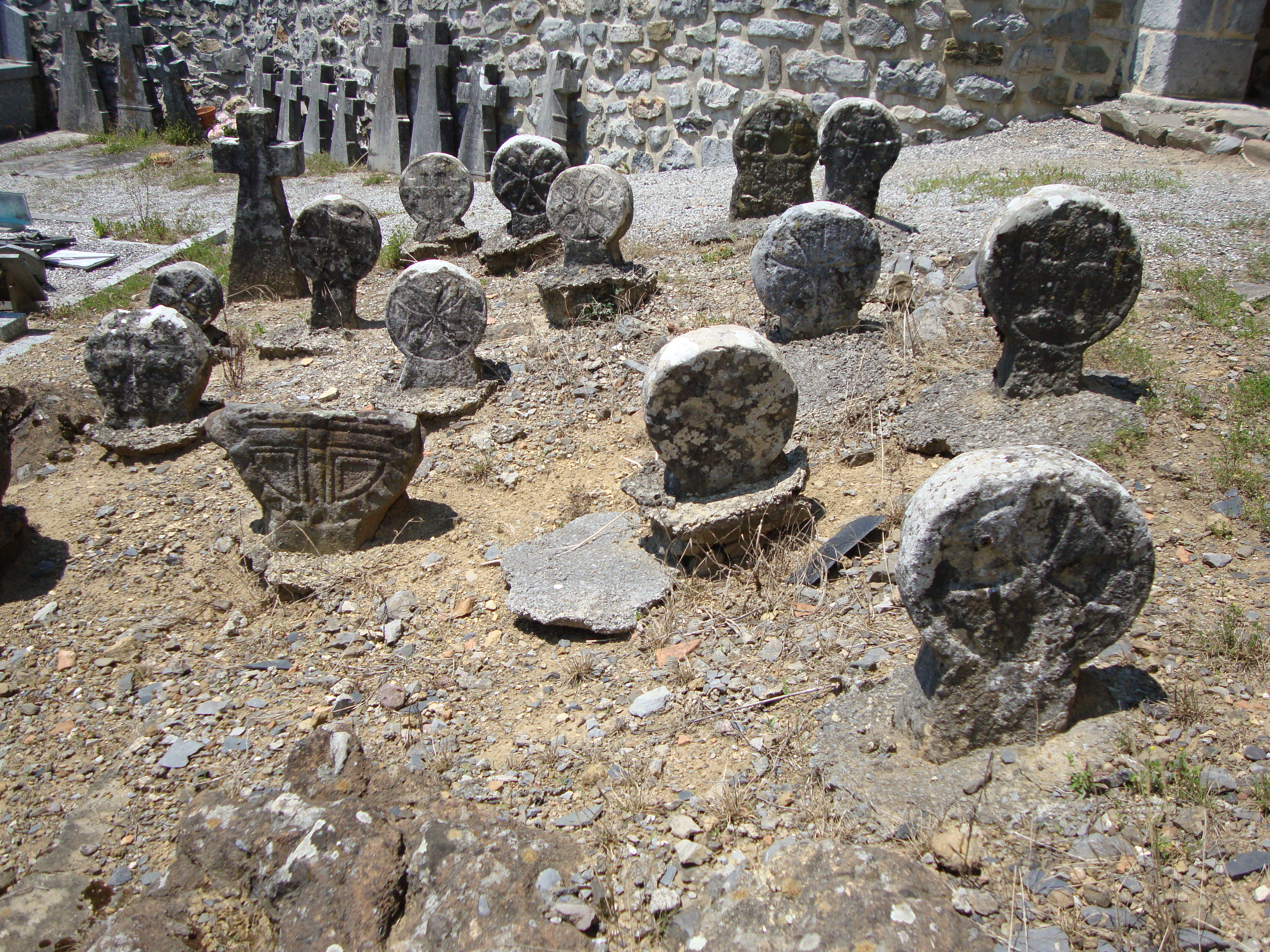
Grabstelen auf dem Friedhof von Etchebar

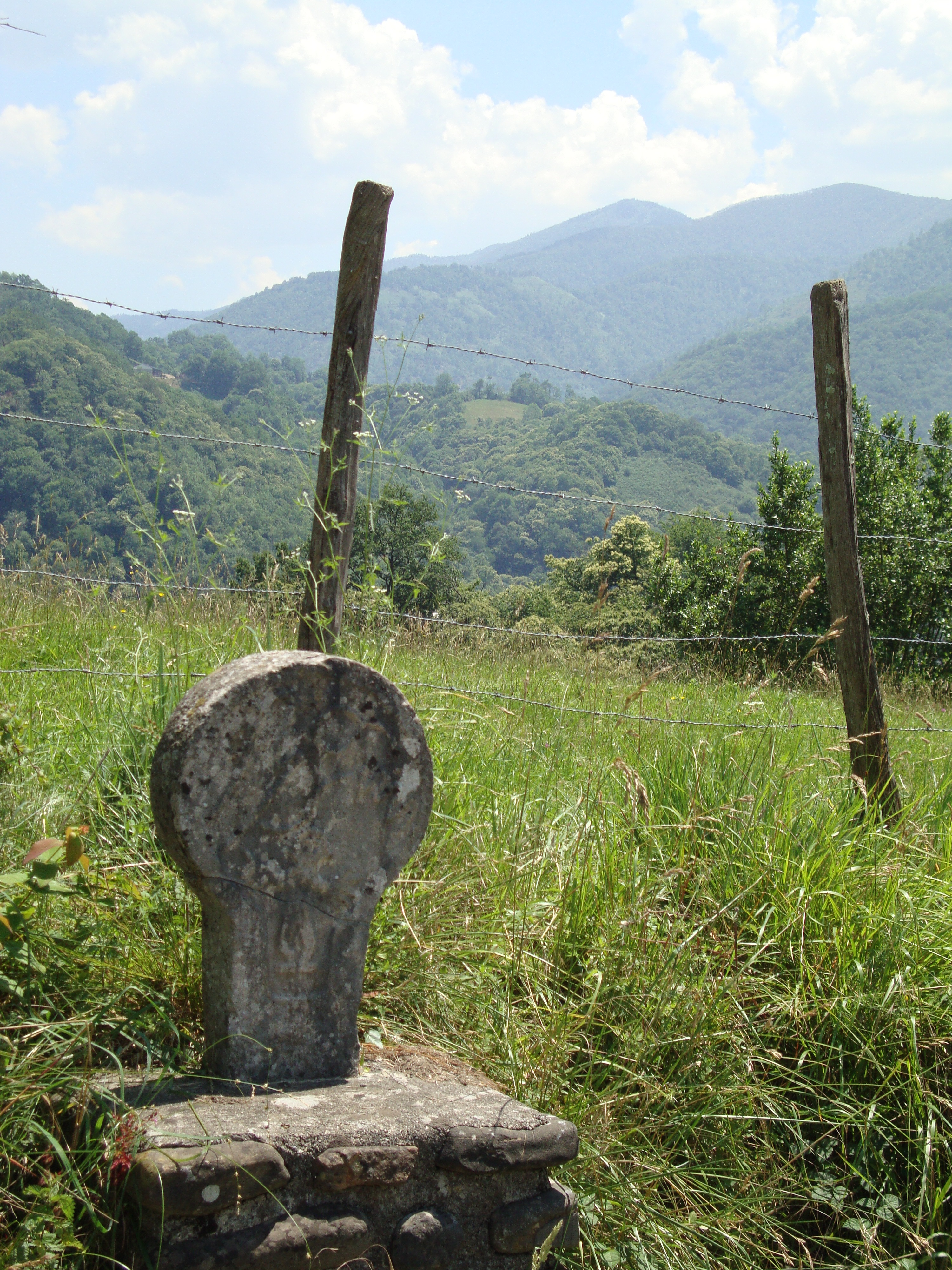
Grabstele von Berterreche

- Pfarrkirche, gewidmet der Unbefleckten Empfängnis. Sie ist im 19. Jahrhundert vollständig neu gebaut worden, aber wie an wenigen romanischen Relikten ersichtlich, datiert die ursprüngliche Kirche aus dem Mittelalter.[7] Der Altaraufsatz aus vergoldetem Holz im Innern ist pyramidenförmig und auf drei Ebenen aufgebaut und mit mehreren Statuen und Reliefs verziert. Das Gesamtwerk wird durch gewundene Säulen, sogenannte Schlangensäulen, strukturiert und mit Flügeln nach außen abgeschlossen. Der Altaraufsatz wird von beiden Seiten mit Statuen eingerahmt, die Maria mit Jesuskind bzw. Josef mit Jesuskind darstellen.[8]

- Scheibenförmige Grabstelen, genannt Hilarri. Der Friedhof von Etchebar hat eine der größten Ansammlungen von Hilarri in der Region. Die Grabstelen sind aus Stein gefertigt und bestehen aus einem trapezförmigen Unterbau und einem runden Scheibenaufsatz, der mit verschiedenen Symbolen verziert ist. Die am meisten anzutreffenden sind Symbole des Lebens: Sonnen, Mondsicheln und Kreuze. Einige Symbole weisen aber auch auf individuelle Merkmale des Verstorbenen hin, sei es in Form von Wappen bei Angehörigen von Adelsfamilien oder in Form von Arbeitswerkzeugen, die an den Beruf erinnern.[9] Eine scheibenförmige Grabstele steht außerhalb des Friedhofs, eine Ungewöhnlichkeit. Sie datiert aus dem 15. Jahrhundert, zwischen 1430 und 1449, und gehört zu einem Mann namens Berterreche. Er nahm an einem Widerstreit zwischen den Familien der Beaumont de Mauléon und der Gramont teil und wurde vor dem Haus seiner Verlobten vom Vicomte Beaumont de Mauléon getötet. Die Grabstele bezeichnet die genaue Stelle seines Todes,  die Inschrift auf der Scheibe erzählt die Geschichte Berterreches. Auf der einen Seite ist die Waffe zu sehen, die zu seinem Tod führte: zwei gespannte Bogen mit einem Pfeil, ähnlich einer Armbrust. Die andere Seite zeigt eine Person, die auf dem Boden mit gekreuzten Armen liegt, vielleicht eine Darstellung des Opfers. Eine Sonne, ein aufgehender Mond sowie das Christusmonogramm IHS komplettieren das Motiv. Ein Lied, das den tragischen Vorgang erzählt, wurde vier Jahrhunderte lang mündlich überliefert, bis es schließlich 1870 aufgeschrieben wurde.[10]

- Haus Espeldoype. Es ist das Haus, in dem die Verlobte von Berterreche geboren wurde und vor dem die einzelne Grabstele steht. Es zeigt charakteristische Eigenschaften von Häusern der Soule auf, insbesondere das stark geneigte Dach, das vermeiden soll, dass sich im Winter der Schnee auf dem Dach anhäuft und das Haus beschädigt.[11]

- Inschriften über Türstürze. Inschriften auf den Hausfassaden dienen nicht nur zur Verzierung, sondern generell der Personalisierung der Häuser. Sie können einfach nur dekorativ sein oder aber etwas über das Haus oder dessen Bewohner verraten. Bei einem Haus in Etchebar ist die Inschrift direkt in den Stein der Fassade eingemeißelt worden. Es zeigt die Jahreszahl 1776 als Hinweis auf das Datum seiner Ausführung und möglicherweise auf das Datum der Errichtung des Hauses. Außerdem sind ein christliches Kreuz, ein Baskisches Kreuz, Lauburu genannt, ein Herz als Symbol für das Heiligste Herz Jesu und ein Hahn zu erkennen, der die aufgehende Sonne ankündigt.[12] Bei einem weiteren Haus ist die Jahreszahl 1823 im gleichen Werkstein eingemeißelt, der auch für die Umrahmung des Eingangs verwendet wurde. Die Fassade zeigt weitere Motive, wie ein christliches Kreuz und eine Sonne. Besonders das Sonnensymbol spielt eine große Rolle in der baskischen Kultur. Bei jedem Aufgang verdrängt sie die Mächte der Dunkelheit und symbolisiert der Anfang einer neuen Zeit.[13]

## Wirtschaft und Infrastruktur

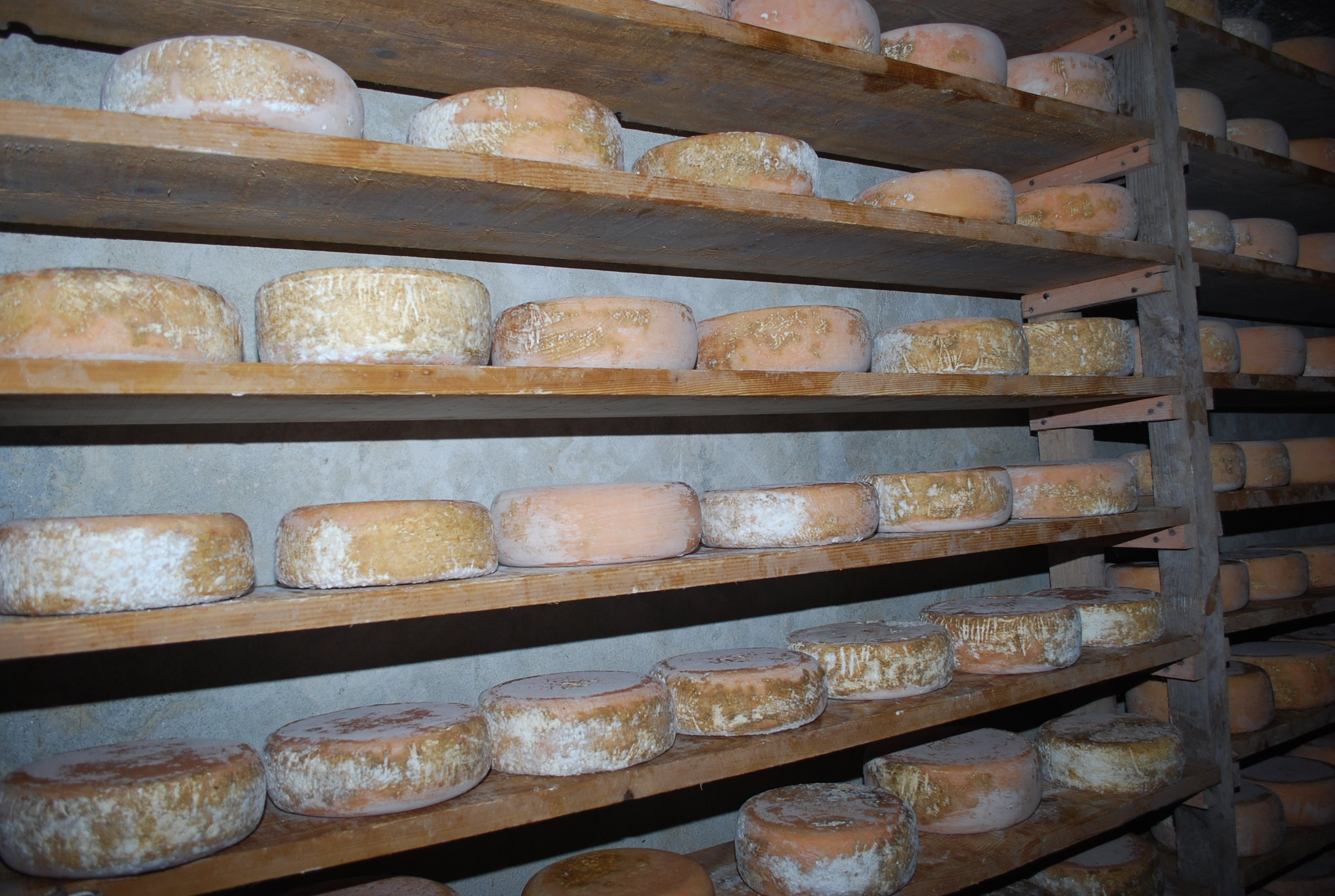
Ossau-Iraty

Landwirtschaft und Fischerei sind wichtige Wirtschaftsfaktoren der Gemeinde. Etchebar liegt in den Zonen AOC des Ossau-Iraty, eines traditionell hergestellten Schnittkäses aus Schafmilch, sowie der Schweinerasse und des Schinkens „Kintoa“.

### Sport und Freizeit
Ein Rundweg mittleren Schweregrades mit einer Länge von 11,5 km und einem Höhenunterschied von 666 m führt über Hügel und Wälder mit Panoramablicken auf die Pyrenäen und auch an der Grabstele von Berterreche vorbei.

### Verkehr
Etchebar ist angeschlossen an die Route départementale 57.